# Nymanbolagen

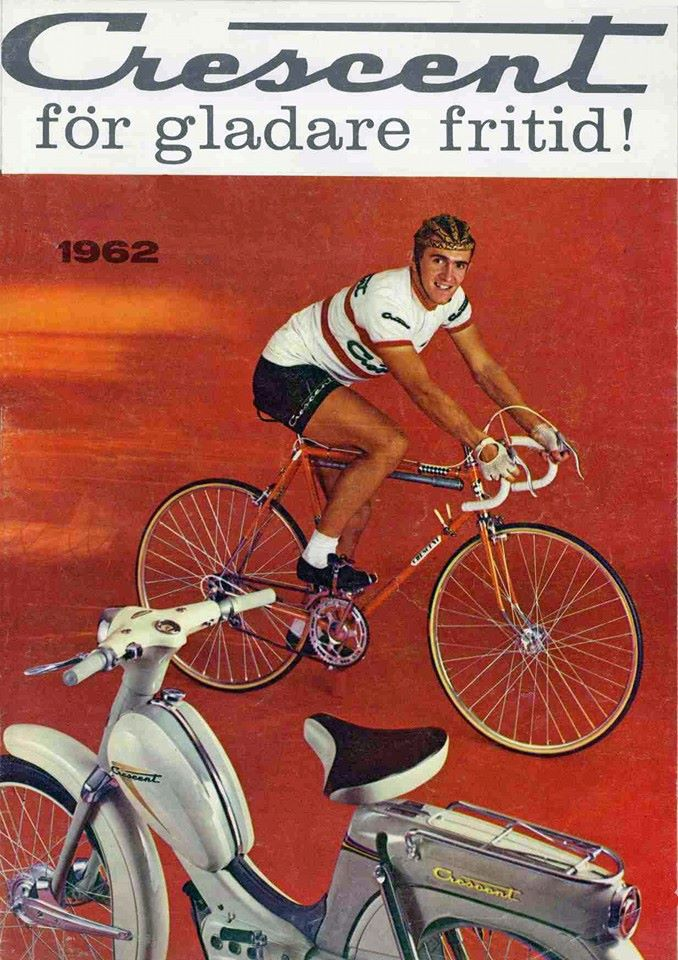
Reklambroschyr för Crescent 1962

Nymanbolagen AB var ett verkstadsföretag i Uppsala med tillverkning av bland annat cyklar, motorcyklar, mopeder, utombordsmotorer och motordrivna gräsklippare. Verksamheten grundades 1873 och ombildades 1947 till Nymanbolagen AB. Det slogs 1960 samman med AB Cykelfabriken Monark. År 1964 bildades Monark Crescent AB, som nytt gemensamt moderbolag. Verksamheten i Uppsala lades därefter successivt ned: cykeltillverkningen 1963, Hem & Trädgård 1978 och utombordartillverkningen 1979.

## Historik

### Instrumentmakaren Anders Fredrik Nyman
År 1873 startade instrumentmakaren Anders Fredrik Nyman (1840–1889) ett instrumentsliperi och finmekanisk verkstad på Dragarbrunnsgatan 25 i Uppsala. Sju år senare, 1880, började firman även utföra cykelreparationer. Den första egna cykeln, byggdes 1888. Efter Anders Nymans död 1889 övertogs verksamheten av hans hustru, som i sin tur överlät den på sönerna Adolf Fredrik och Janne 1893. I samband med detta ombildades firman till A.F. & J. Nymans Stål & Metall-varufabrik som låg på Dragarbrunnsgatan 22. Företaget expanderade under de följande åren, och 1899 ombildades den till aktiebolag under namnet AB Nymans Verkstäder. Samma år köptes också ny industrimark i Kvarteret Noatun vid Väderkvarnsgatan. År 1901 tillverkades cirka 500 cyklar, vilka såldes under märket Hermes.

### Utökad verksamhet
I syfte att säkra tillgången av gummidetaljer grundades Uppsala Gummi AB 1917. Av samma anledning köptes samma år AB Stockholms Gummifabrik i Ulvsunda utanför Stockholm. År 1921 hade företaget kommit upp i en årsproduktion av 2 500 cyklar. Under 1927 påbörjades tillverkning av motorcyklar. 1930- och 1940-talen kom att domineras av en rad företagsköp: Velocipedaktiebolaget Lindblad i Stockholm med det välkända cykelmärket Crescent, Östergötlands Velocipedfabrik AB i Linköping (1933) med cykelmärket Vega och Anton Wiklunds Velocipedaktiebolag på Sankt Eriksgatan 46 på Kungsholmen i Stockholm (1939) med märket Nordstjernan.

### Bildande av Nymanbolagen
Som ett resultat av alla företagsförvärv bildades Nymanbolagen AB 1947 som nytt moderbolag i koncernen. Företagets framgångar fortsatte, och 1949 skedde introduktion på Stockholmsbörsen. Samma år tillverkades också den tremiljonte cykeln. Vid 1950-talets början räknades Nymanbolagen AB som en av norra Europas ledande cykeltillverkare jämte Monark. Koncernen hade vid denna tidpunkt cirka 1 300 anställda. I tillverkningsprogrammet togs nu även upp bland annat mopeder (1952), båtmotorer (1954) och motordrivna gräsklippare (1957). Apollocykeln blev en del av Nymansfären genom 1956 års förvärv av företaget M. Berlin & Co i Värnamo.

### Avveckling av cykeltillverkningen i Uppsala
Som en följd av ökade löner och en växande konkurrens från utlandet fusionerades Nymanbolagen 1960 med AB Cykelfabriken Monark i Varberg. Året därpå blev det fusionerade bolaget även ägare och tillverkare av Husqvarnacyklar och mopeder efter en överenskommelse med Husqvarna. En omorganisering av produktionen skedde till fördel för Monark i Varberg, den större av de två cykeltillverkarna. Ett nytt moderbolag, Monark Crescent AB, bildades och beslut fattades om att koncentrera tillverkningen cyklar, mopeder och skotrar till Varbergsfabriken. Den 12 mars 1963 tillverkas den sista cykeln i Uppsalafabriken. Kvar i Uppsala blev dock tillverkningen av utombordare och gräsklippare.
Under 1970-talet fick Monark Crescent AB nya ägare och en uppstyckning av koncernen inleddes. År 1973 avyttrades utombordartillverkningen till Volvo Penta, som lade ned den 1979.
Flera av Nymans industribyggnader i Uppsala står idag fortfarande kvar. Den klassiska anläggningen vid Väderkvarnsgatan inhyser numera en företagsby - "Cykelfabriken". Den senare anläggningen vid Bolandsgatan inhyser ett litet antal företag. Cykelmärket Crescent finns numera i Cycleuropes svenska verksamhet. Cycleurope i sin tur är idag ett dotterbolag till Grimaldi Industri AB.